# Lorenzo di Bicci

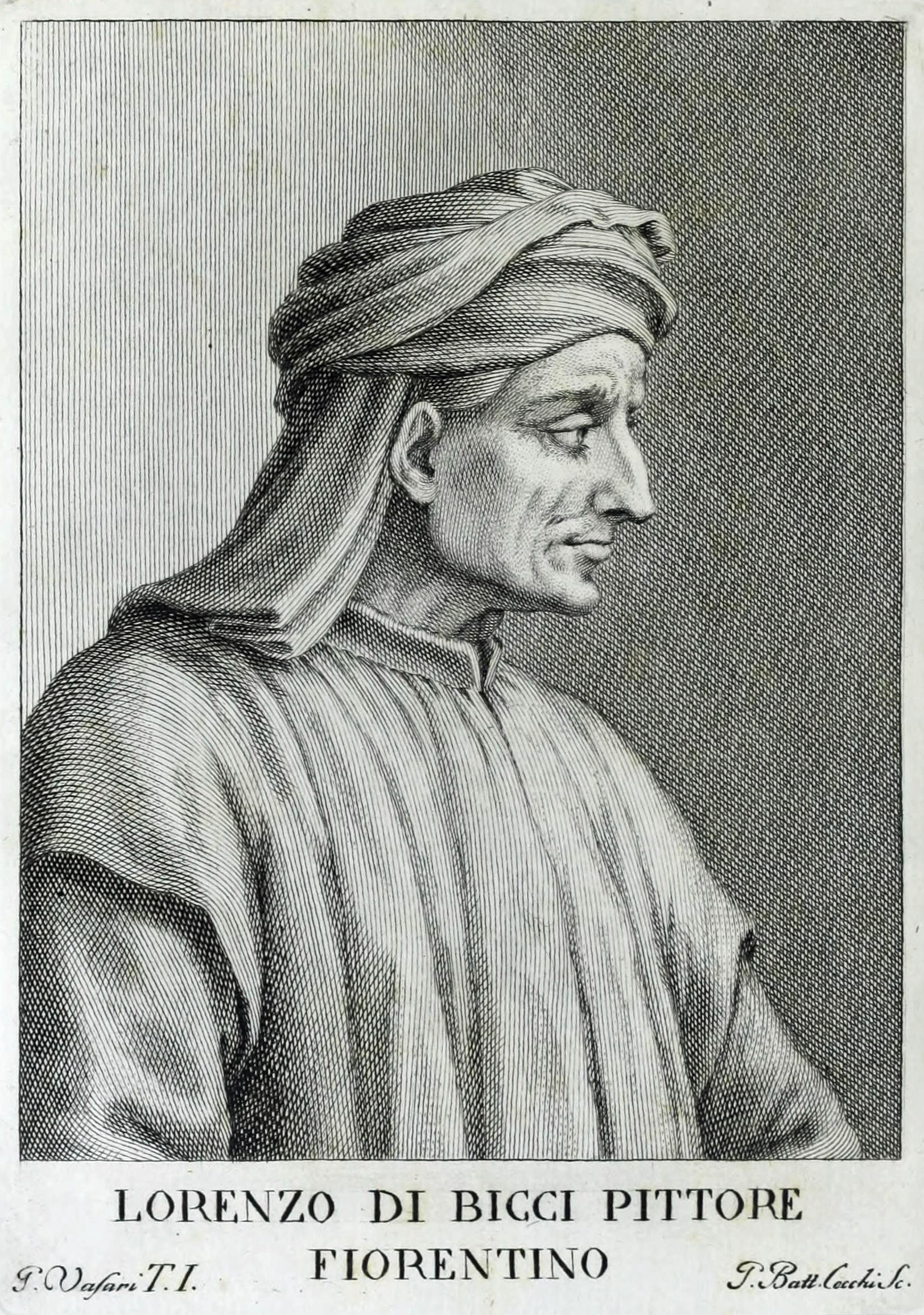
Lorenzo di Bicci

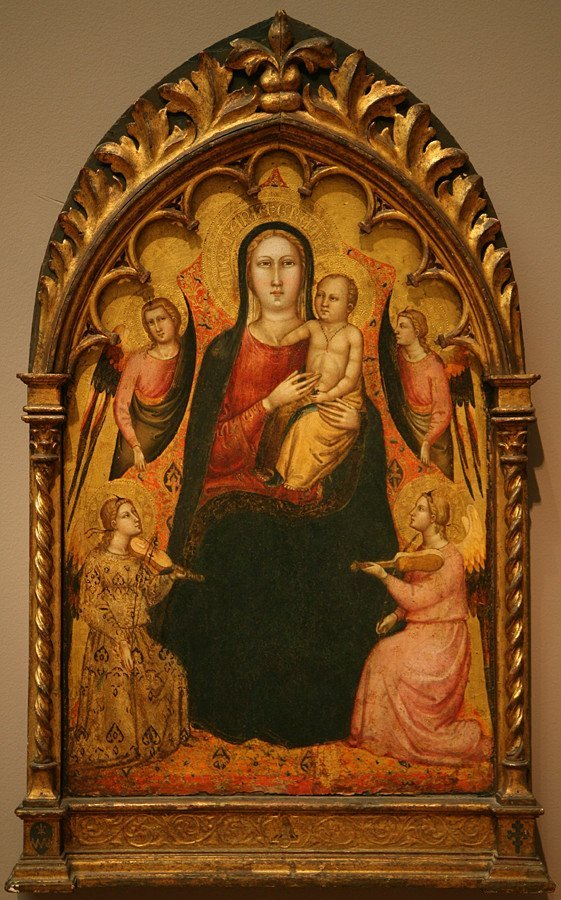
La Virgen con el Niño y ángeles, 1405-1410, Museo de Bellas Artes de San Francisco.

Lorenzo di Bicci (ca.1350-1427) fue un pintor italiano de la escuela florentina, fiel a la tradición gótica. Se cree que aprendió el oficio de su padre, con el que además de él, comparte el nombre Bicci con otros pintores más. En 1370, Lorenzo se hizo miembro del gremio de San Lucas, la asociación corporativa de los pintores de Florencia. El primer trabajo documentado, San Martín Entronizado, data de 1380 y se encuentra actualmente en el depósito de la Galería de Arte de Florencia.
Enseñó su oficio a su hijo Bicci di Lorenzo (1373-1452) y a su nieto Neri di Bicci (1418-1492), quien más tarde heredó su taller. Vasari frecuentemente atribuye al padre obras ejecutadas por el hijo. 